# Гревенкоп
Гревенкоп (њем. Grevenkop) општина је у њемачкој савезној држави Шлезвиг-Холштајн. Једно је од 112 општинских средишта округа Штајнбург. Према процјени из 2010. у општини је живјело 351 становника. Посједује регионалну шифру (AGS) 1061030.

## Географски и демографски подаци
Гревенкоп се налази у савезној држави Шлезвиг-Холштајн у округу Штајнбург. Општина се налази на надморској висини од 7 метара. Површина општине износи 9,6 km². У самом мјесту је, према процјени из 2010. године, живјело 351 становника. Просјечна густина становништва износи 36 становника/km².